# Гейтс, Фрэнк
Бен Фрэнк «Нидл» Гейтс (англ. Ben Frank "Needle" Gates; 12 апреля 1920, Хантсвилл, штат Техас, США — 26 июля 1978, Хантсвилл, штат Техас, США) — американский профессиональный баскетболист и тренер, завершивший карьеру. Чемпион НБЛ в сезоне 1948/1949 годов.

## Ранние годы
Фрэнк Гейтс родился 12 апреля 1920 года в городе Хантсвилл (штат Техас), учился там же в одноимённой школе, в которой играл за местную баскетбольную команду. В 1946 году окончил Университет штата Техас имени Сэма Хьюстона, где в течение трёх с перерывом лет играл за баскетбольную команду «Сэм Хьюстон Стэйт Биркэтс», выступавшей в то время в межуниверситетской спортивной конференции Техаса.

## Профессиональная карьера
Играл на позиции атакующего защитника и лёгкого форварда. В 1946 году Фрэнк Гейтс заключил соглашение с командой «Форт-Уэйн Золлнер Пистонс», выступавшей в Национальной баскетбольной лиге (НБЛ). Позже выступал за команды «Андерсон Даффи Пэкерс» (НБЛ, НБА и НПБЛ) и «Хьюстон Маверикс» (ПБЛА). Всего в НБЛ провёл 2 сезона, в НБА и НПБЛ — по одному сезону, а в ПБЛА — всего две игры. В сезоне 1948/1949 годов Гейтс, будучи одноклубником Ральфа Джонсона, Фрэнка Брайана, Билла Клосса, Джона Харгиса и Хоуи Шульца, выиграл чемпионский титул в составе «Андерсон Даффи Пэкерс». Всего за карьеру в НБЛ Фрэнк сыграл 96 игр, в которых набрал 544 очка (в среднем 5,7 за игру). Всего за карьеру в НБА Гейтс сыграл 64 игры, в которых набрал 287 очков (в среднем 4,5 за игру) и сделал 91 передачу. Помимо этого Фрэнк Гейтс в составе «Даффи Пэкерс» два раза участвовал во Всемирном профессиональном баскетбольном турнире, став его бронзовым призёром в 1948 году.

## Тренерская карьера
Большую часть последнего сезона в качестве игрока (сыграл всего 8 игр) в составе «Андерсон Пэкерс» Фрэнк Гейтс был играющим тренером команды, проведя на этом посту 27 матчей (15 побед при 12 поражениях). В середине сезона он был уволен со своего поста из-за неудовлетворительных результатов команды, а на освободившееся место был назначен его одноклубник Лео Клир (сыграл 31 игру), который доработал сезон до конца, проведя в ранге тренера всего 17 игр (7—10). «Пэкерс» в том сезоне заняли второе место в Восточном дивизионе и попали в плей-офф, который в итоге не проводился и чемпион лиги не выявлялся. По окончании первенства команда «Андерсон Пэкерс» была расформирована, а Гейтс и Клир завершили свою профессиональную карьеру.

## Смерть
Во время Второй мировой войны ему пришлось на два года прервать свою учёбу в университете (1943—1945). Фрэнк Гейтс умер в среду, 26 июля 1978 года, на 69-м году жизни в городе Хантсвилл (штат Техас).

## Статистика

### Статистика в НБА
| Сезон                                                                                    | Команда  | Регулярный сезон | Регулярный сезон | Регулярный сезон | Регулярный сезон | Регулярный сезон | Регулярный сезон | Регулярный сезон | Регулярный сезон | Регулярный сезон | Регулярный сезон | Регулярный сезон | Серия плей-офф | Серия плей-офф | Серия плей-офф | Серия плей-офф | Серия плей-офф | Серия плей-офф | Серия плей-офф | Серия плей-офф | Серия плей-офф | Серия плей-офф | Серия плей-офф |
| Сезон                                                                                    | Команда  | GP               | GS               | MPG              | FG%              | 3P%              | FT%              | RPG              | APG              | SPG              | BPG              | PPG              | GP             | GS             | MPG            | FG%            | 3P%            | FT%            | RPG            | APG            | SPG            | BPG            | PPG            |
| ---------------------------------------------------------------------------------------- | -------- | ---------------- | ---------------- | ---------------- | ---------------- | ---------------- | ---------------- | ---------------- | ---------------- | ---------------- | ---------------- | ---------------- | -------------- | -------------- | -------------- | -------------- | -------------- | -------------- | -------------- | -------------- | -------------- | -------------- | -------------- |
| 1949/50                                                                                  | Андерсон | 64               |                  |                  | 28,1             |                  | 62,2             |                  | 1,4              |                  |                  | 4,5              | 7              |                |                | 24,3           |                | 70,0           |                | 1,3            |                |                | 3,6            |
|                                                                                          | Всего    | 64               |                  |                  | 28,1             |                  | 62,2             |                  | 1,4              |                  |                  | 4,5              | 7              |                |                | 24,3           |                | 70,0           |                | 1,3            |                |                | 3,6            |
| Наведите курсор мыши на аббревиатуры в заголовке таблицы, чтобы прочесть их расшифровку. |          |                  |                  |                  |                  |                  |                  |                  |                  |                  |                  |                  |                |                |                |                |                |                |                |                |                |                |                |